# Klamath (Californië)
Klamath is een plaats in Del Norte County in Californië in de VS.

## Geografie
Klamath bevindt zich op 41°31′59″Noord, 124°0′54″West. De totale oppervlakte bedraagt 32,5 km² (12,5 mijl²) wat allemaal land is.

## Demografie
Volgens de census van 2000 bedroeg de bevolkingsdichtheid 20,0/km² (51,9/mijl²) en bedroeg het totale bevolkingsaantal 651 dat bestond uit:
- 56,95% blanken
- 6,21% zwarten of Afrikaanse Amerikanen
- 0,67% inheemse Amerikanen
- 26,15% Aziaten
- 0,60% mensen afkomstig van eilanden in de Grote Oceaan
- 3,29% andere
- 6,13% twee of meer rassen
- 9,31% Spaans of Latino

Er waren 264 gezinnen en 177 families in Klamath. De gemiddelde gezinsgrootte bedroeg 2,39.

## Plaatsen in de nabije omgeving
De onderstaande figuur toont nabijgelegen plaatsen in een straal van 56 km rond Klamath.